# Diestrammena svenhedini
Diestrammena svenhedini is een rechtvleugelig insect uit de familie grottensprinkhanen (Rhaphidophoridae). De wetenschappelijke naam van deze soort is voor het eerst geldig gepubliceerd in 1934 door Karny.